# 実録・関東やくざ戦争 修羅の盃
『実録・関東やくざ戦争 修羅の盃』（じつろく・かんとうやくざせんそう しゅらのさかずき）は、日本のオリジナルビデオ。GPミュージアムソフト販売。VHSで2003年10月25日リリース。81分。続編に『実録・関東やくざ戦争2 修羅の代紋』がある。寺島進主演。

## キャスト
- 石井組組長 石井昇（全日本源荘田連合会朝原同族会→錦城会錦城一家岸森組）：寺島進
- 石井組幹部 加藤博臣：石橋保
- 石井組組員 玉木真司：真勝國之
- 石井組組員：白石朋也
- 石井組組員 川中勉：五刀剛
- 石井組幹部加藤博臣の妻 リサ：木内あきら
- 全日本源荘田連合会朝原同族会総長 田川登美夫：堀田眞三
- 城東組関山一家阿藤会本部長 神山組組長 神山京治：武蔵拳
- 城東組関山一家阿藤会執行部 藤村組組長 藤村泰光：櫻木健一
- 城東組関山一家阿藤会執行部 畠田組組長 畠田龍一：島田洋八
- 城東組関山一家阿藤会執行部 中里組組長 中里和典：大和武士
- 城東組関山一家阿藤会幹部 佐山正光：清水宏次朗
- 城東組関山一家豊田組組員：吉田由一
- 小林昭男
- ゆ～とぴあ・ピース
- 関口徹哉
- 大槻博之
- 亘哲兵
- 大倉弘也
- 早瀬波李
- 入江毅
- 木村木
- 木戸竜作
- 鈴木雄大
- 森田浩司
- 和田茂樹
- 小菅正巳
- 小菅喜之
- 山口幸晴
- 池田勝志
- 本山力
- 吉良浩一
- 柳谷洋光
- 達城英樹
- 杉山和史
- 橋本和博
- 永原享
- 木村秀吉
- 佐橋孝平
- 乃一裕
- 脇坂武士
- 吉田寿
- 下郡稔
- 渡辺喜昭
- 服部英知
- 源龍
- 錦城会錦城一家岸森組組長 岸森卓也：清水健太郎
- 錦城会甲府一家遠藤組瀬野組組長 瀬野輝彰：中野英雄
- 錦城会錦城一家岸森組星川組組員 大田章人：岡崎礼
- 錦城会大須賀一家総長 桜木一郎：川地民夫

ナレーター
- 楠年明

## スタッフ
- 監督：石原興
- 製作：川口恵子
- 企画制作：村上劇画プロ
- 原案：村上和彦
- プロデューサー：田中政裕、水野純一郎、南雲千秋
- アソシエイトプロデューサー：小林昭男
- キャスティングプロデューサー：大山敏和
- 脚本：山田孝之、村上和彦
- 音楽：ミュージックデザイン
- エンディング曲：「男の人生(みち)」作詞・作曲：南雲千秋
- 撮影：藤原三郎
- 照明：国島厚
- 録音：中路豊隆
- 装飾：木下保
- 編集：園井弘一
- 調音：上床隆幸
- 効果：藤原誠
- 助監督：中谷昌義
- スクリプター：竹内美年子
- 製作主任：黒田満重
- 演出助手：井口誠一、大野将志、井上昌典、酒井信行
- 撮影助手：南野保彦、平木慎司
- 照明助手：土野宏志、宅間申紘、香川一郎、李家俊理
- 録音助手：河合博幸、藤井拓郎、川原聖史
- 美術助手：馬場正男、犬塚進
- 装飾助手：栂尾貢司、片山愛
- ネガ編集：関谷憲治
- 編集助手：細見正幸
- 効果助手：伊豆田千加
- 衣装：松竹衣装
- メイク：八木かつら
- スチール：大田恵
- 特機：大河原哲
- ガンエフェクト：栩野幸知
- 演技事務：山緑美春
- 製作進行：溝口豊、小西剛司、森脇健介
- 装置：新映美術工芸
- 小道具：高津商会
- 持道具：京阪商会
- 現像：㈱IMAGICAウェスト
- フィルム：富士フイルム
- VTR編集：キッズカンパニー
- 小道具協力：摩島メディカル
- 車輌協力：梅プロ、ジャパン・オートクラブ
- 題字：村上和彦
- キャスティング：ファーストインプレッション
- 制作協力：松竹京都映画
- 製作：プラウドマン

## ソフト
- VHS：2003年10月25日リリース
- DVD：2005年5月25日リリース